# Одна ночь из тысячи
«Одна́ ночь из ты́сячи» — российский мультипликационный фильм-сказка режиссёра Александра Горленко, снятый в 2004 году на Учебной киностудии ВГИК.
Фильм участвовал в конкурсной программе Открытого российского фестиваля анимационного кино в Суздале в 2005 году.

## Сюжет
Чёрный маг колдовством и коварством захватил власть в Багдаде. Оракул предсказал, что девочка по имени Фатима станет причиной его гибели. Маг велел слугам избавиться от неё. Но Фатима чудесным образом спасается и даже приобретает необычных друзей. Вместе они отправляются в Багдад и побеждают Чёрного мага и его слуг. Но это не финал, а только начало следующей истории…

## Создатели
| режиссёр                  | Александр Горленко                                                                                        |
| сценаристы                | Юрий Энтин, Александр Горленко                                                                            |
| художник                  | Елена Швец                                                                                                |
| художники-мультипликаторы | Дарья Брежнева, Павел Брежнев, Владимир Шевченко, Татьяна Киселёва, Дмитрий Новосёлов, Елизавета Зилонова |
| оператор                  | Александра Евсеева                                                                                        |
| продюсеры                 | Алефтина Чинарова, Александр Новиков                                                                      |
| композитор                | Давид Тухманов                                                                                            |
| звукооператоры            | Сергей Карпов, Владимир Орёл                                                                              |

## О мультфильме
Это не экранизация «Тысячи и одной ночи», а оригинальная история, навеянная совместным творчеством композитора Давида Тухманова и поэта Юрия Энтина, выдавших несколько лет назад песенный «восточный» сборник. У Горленко получилось очень красивое кино. Его стиль заметно отличается от классической рисованной анимации, краски оригинальные.